# آزمون پایایی
آزمون پایایی، آزمون اعتبارپذیری، آزمون اعتمادپذیری یا آزمون اطمینان‌پذیری (به انگلیسی: Testing reliability) مجموعه‌ای از دو احتمال است که تعریف آنها برحسب زمینه متفاوت است. در پزشکی، حساسیت و ویژگی به‌طور معمول استفاده می‌شود. در زمینه آزمون عیب‌یابی، به‌طور معمول از احتمالات تشخیص و تماس نادرست استفاده می‌شود.